# Арока (парафія)
Аро́ка (порт. Arouca; МФА: [ɐ.ˈɾo.kɐ]) — колишня парафія в Португалії, в муніципалітеті Арока. Перебувала у складі округу Авейру.  Входила до регіону Північ. За старим адміністративним поділом, що був чинним до 1976 року, територія парафії належала провінції Берегове Дору.  Ліквідована 28 січня 2013 року. Увійшла до складу парафії Арока і Бургу. Площа парафії — 5,11 км², населення — 3185 ос. (2011), густота населення — 623,29 осіб/км²
. Патрон — святий Варфоломій. Поштовий індекс — 4540. Код  — 010403.

## Географія

Арока (2013)
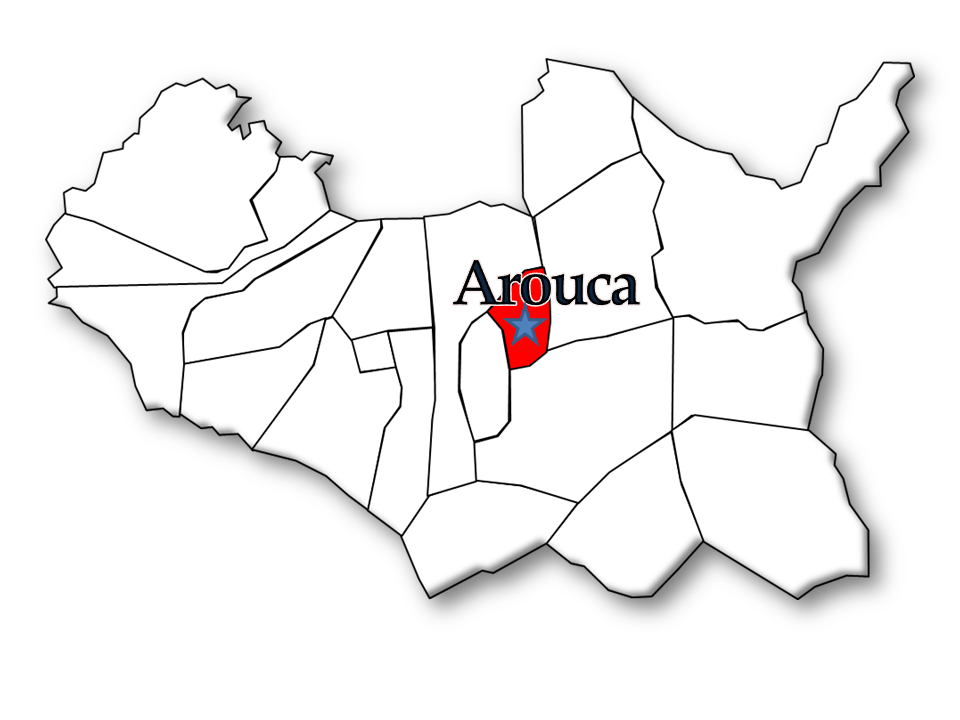
Арока

## Населення
| Кількість мешканців | Кількість мешканців | Кількість мешканців | Кількість мешканців | Кількість мешканців | Кількість мешканців | Кількість мешканців | Кількість мешканців | Кількість мешканців | Кількість мешканців | Кількість мешканців | Кількість мешканців | Кількість мешканців | Кількість мешканців | Кількість мешканців |
| ------------------- | ------------------- | ------------------- | ------------------- | ------------------- | ------------------- | ------------------- | ------------------- | ------------------- | ------------------- | ------------------- | ------------------- | ------------------- | ------------------- | ------------------- |
| 1864                | 1878                | 1890                | 1900                | 1911                | 1920                | 1930                | 1940                | 1950                | 1960                | 1970                | 1981                | 1991                | 2001                | 2011                |
| 973                 | 960                 | 1.079               | 1.154               | 1.230               | 1.465               | 1.728               | 1.642               | 1.762               | 1.908               | 2.037               | 2.365               | 2.816               | 3.098               | 3.18                |

## Пам'ятки
- Ароцький монастир — колишній цистеріанський монастир XIII—XIX століття.